# Saint-Paul-lès-Romans
Saint-Paul-lès-Romans ist eine französische Gemeinde mit 1.927 Einwohnern (Stand: 1. Januar 2022) im Département Drôme in der Region Auvergne-Rhône-Alpes; sie gehört zum Arrondissement Valence und zum Kanton Romans-sur-Isère. Die Einwohner werden Saint-Paulois genannt.

## Geographie
Saint-Paul-lès-Romans liegt etwa 24 Kilometer nordöstlich von Valence an der Isère, in die hier die Joyeuse einmündet. Umgeben wird Saint-Paul-lès-Romans von den Nachbargemeinden Châtillon-Saint-Jean im Norden, Saint-Lattier im Osten und Nordosten, Eymeux im Osten, Beauregard-Baret im Süden, Chatuzange-le-Goubet im Südwesten, Romans-sur-Isère im Westen sowie Génissieux im Nordwesten.
Der Flugplatz Romans-Saint-Paul liegt im Gemeindegebiet.

## Bevölkerungsentwicklung
| Jahr                       | 1911 | 1962 | 1968 | 1975 | 1982 | 1990 | 1999 | 2006 | 2018 |
| -------------------------- | ---- | ---- | ---- | ---- | ---- | ---- | ---- | ---- | ---- |
| Einwohner                  | 893  | 893  | 865  | 960  | 1301 | 1401 | 1502 | 1626 | 1827 |
| Quellen: Cassini und INSEE |      |      |      |      |      |      |      |      |      |

## Sehenswürdigkeiten

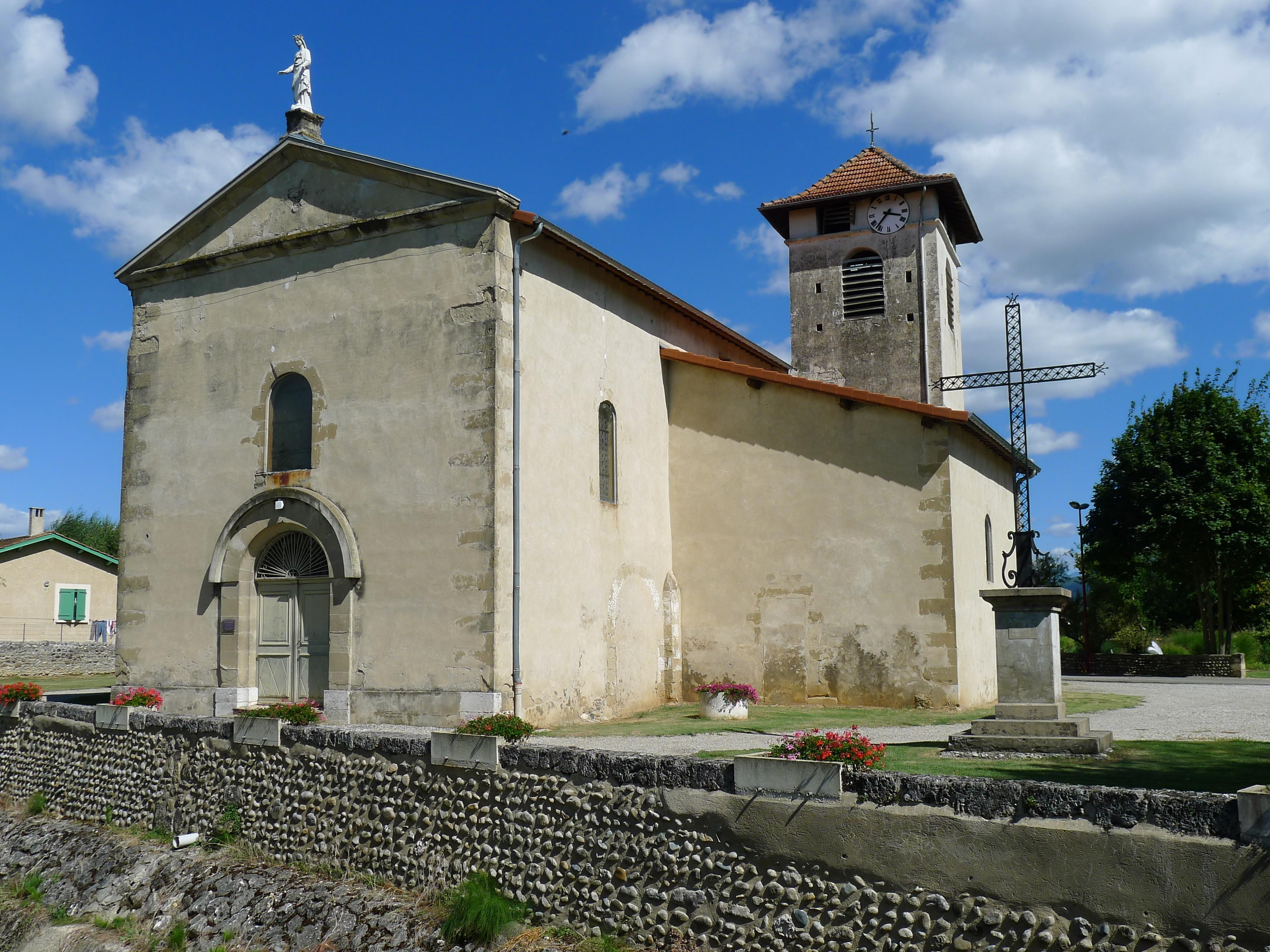
Romanische Kirche Saint-Paul

- romanische Kirche Saint-Paul
- Kommanderie